# Ulpiana

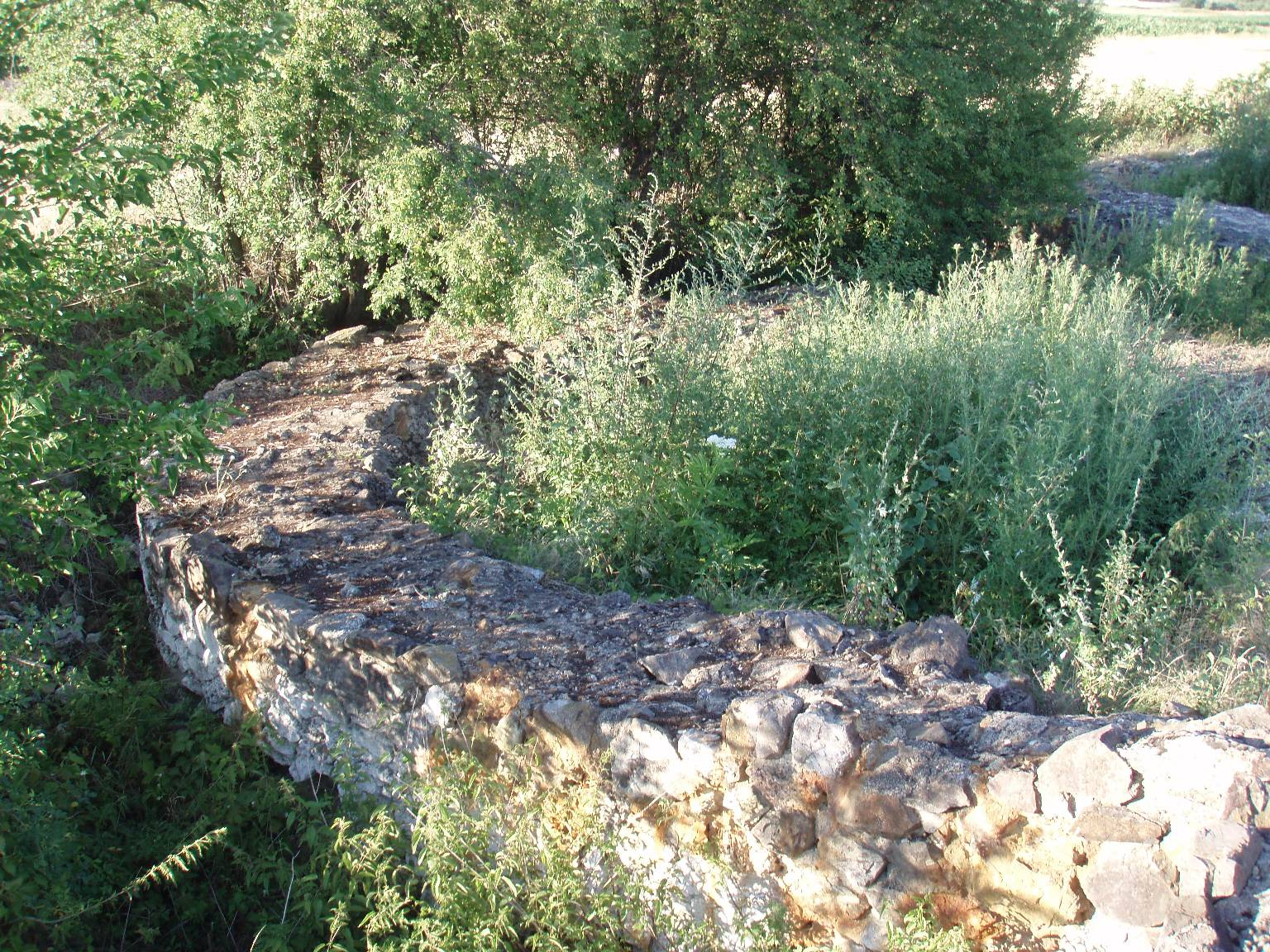
Mura rinvenute nel sito archeologico di Ulpiana

Ulpiana fu un'antica città romana e capitale della regione storica della Dardania. Nei Balcani ci si riferisce a questa città anche col nome Moesia.
Ulpiana è compresa nella municipalità di Gračanica, in Kosovo. La cittadina Lipljan, nella cui municipalità si trovava fino al 2009, prende il nome dall'antica Ulpiana. Fu fondata nel II secolo durante l'impero di Traiano e rinnovata nel VI secolo durante l'impero di Giustiniano, a seguito del quale fu rinominata Iustiniana Secunda. Resti della città, distrutta e ricostruita più volte, con la basilica, mosaici e tombe, sono stati trovati a ovest di Gračanica. Durante il periodo cristiano Ulpiana fu un importante centro episcopale. Ad Ulpiana sono stati ritrovati molti reperti come monete, ceramiche, armi, gioielli, ecc.
I resti della città, solo parzialmente portati alla luce, si trovano circa a 1,3 km a ovest di Gračanica, immediatamente a nord della strada che la connette a Laplje Selo.
Ulpiana è anche il nome antico dell'attuale Pristina.